# Čihadla
Čihadla je vesnice v okrese Nymburk, je součástí obce Stará Lysá. Nachází se asi 2,6 km na severozápad od Staré Lysé. Je zde evidováno 40 adres.

## Historie
První písemná zmínka o vesnici pochází z roku 1790.

## Pamětihodnosti
- Na návrší nad vesnicí se nachází barokní zámeček Bon Repos, který byl založený hrabětem Františkem Antonínem Šporkem někdy po roce 1716.
- Na rozcestí u severního okraje vesnice stojí barokní kaple svatého Simeona Stylity, kterou zde nechal postavit hrabě Špork v letech 1716 – 1717.

## Galerie

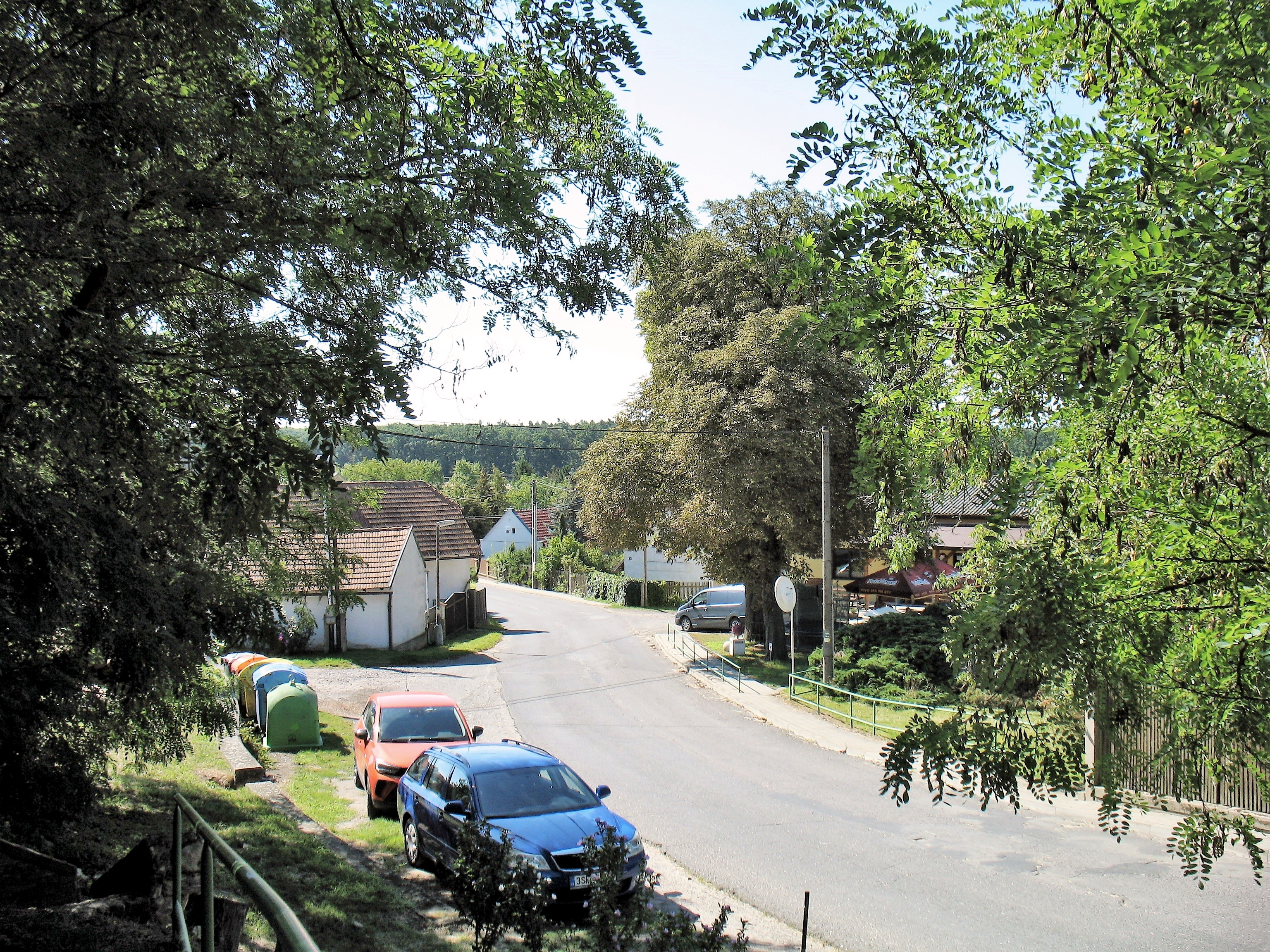
Střed vesnice s hostincem (vpravo)
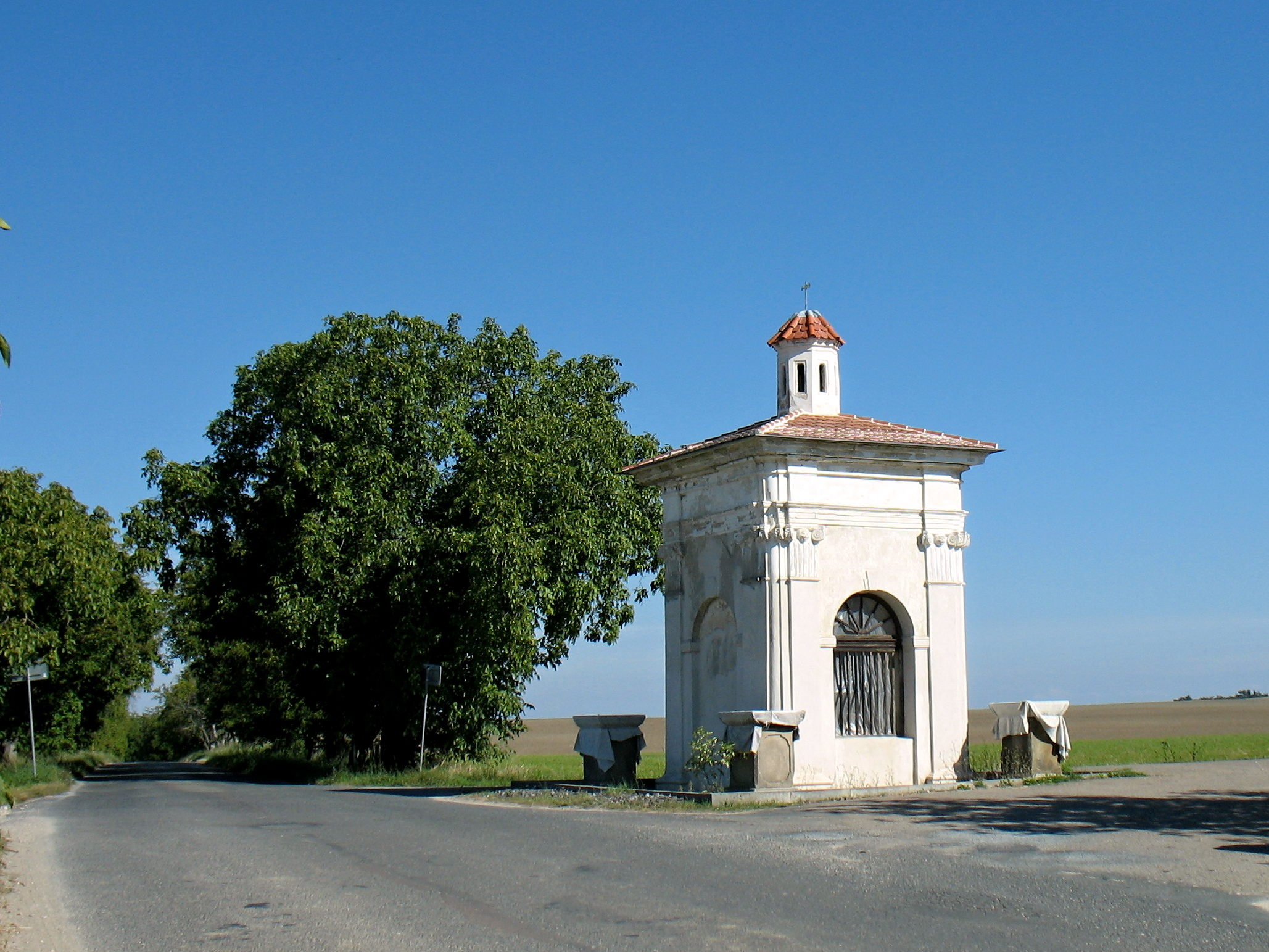
Barokní kaple sv. Simeona Stylity
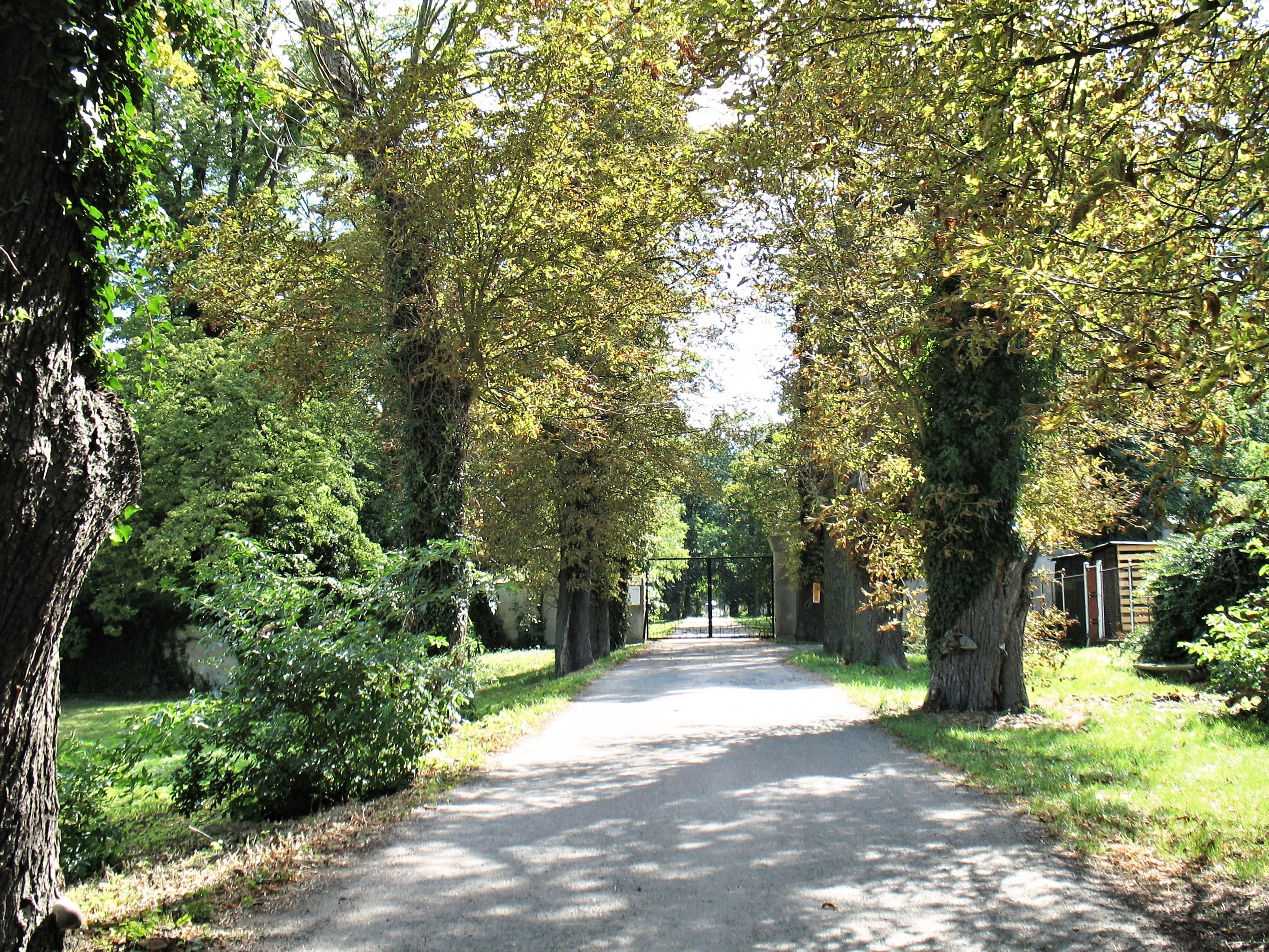
Kaštanová alej u cesty do zámečku Bon Repos
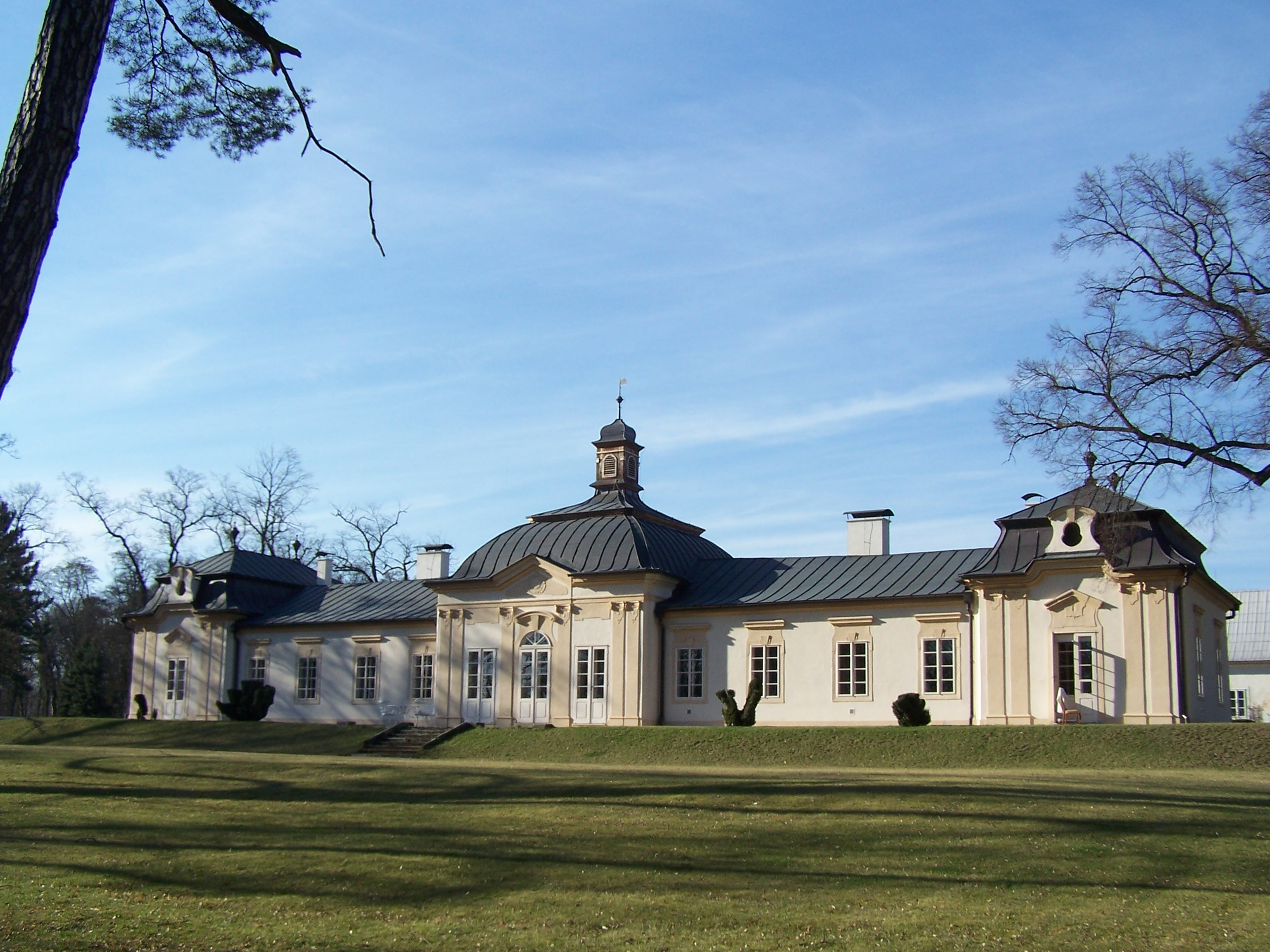
Bon Repos (nový zámek)
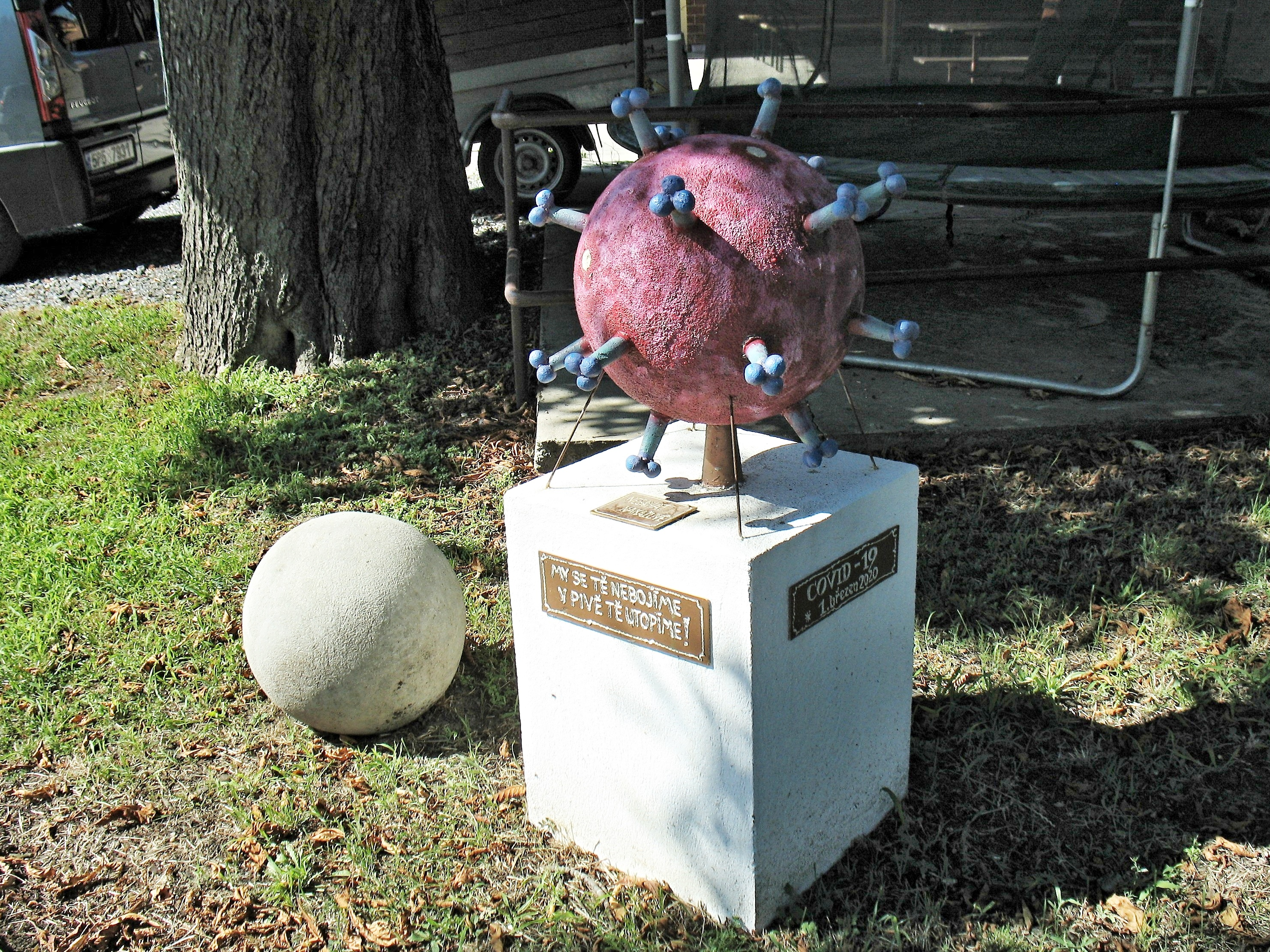
Pomníček pandemie covidu-19 před místním hostincem
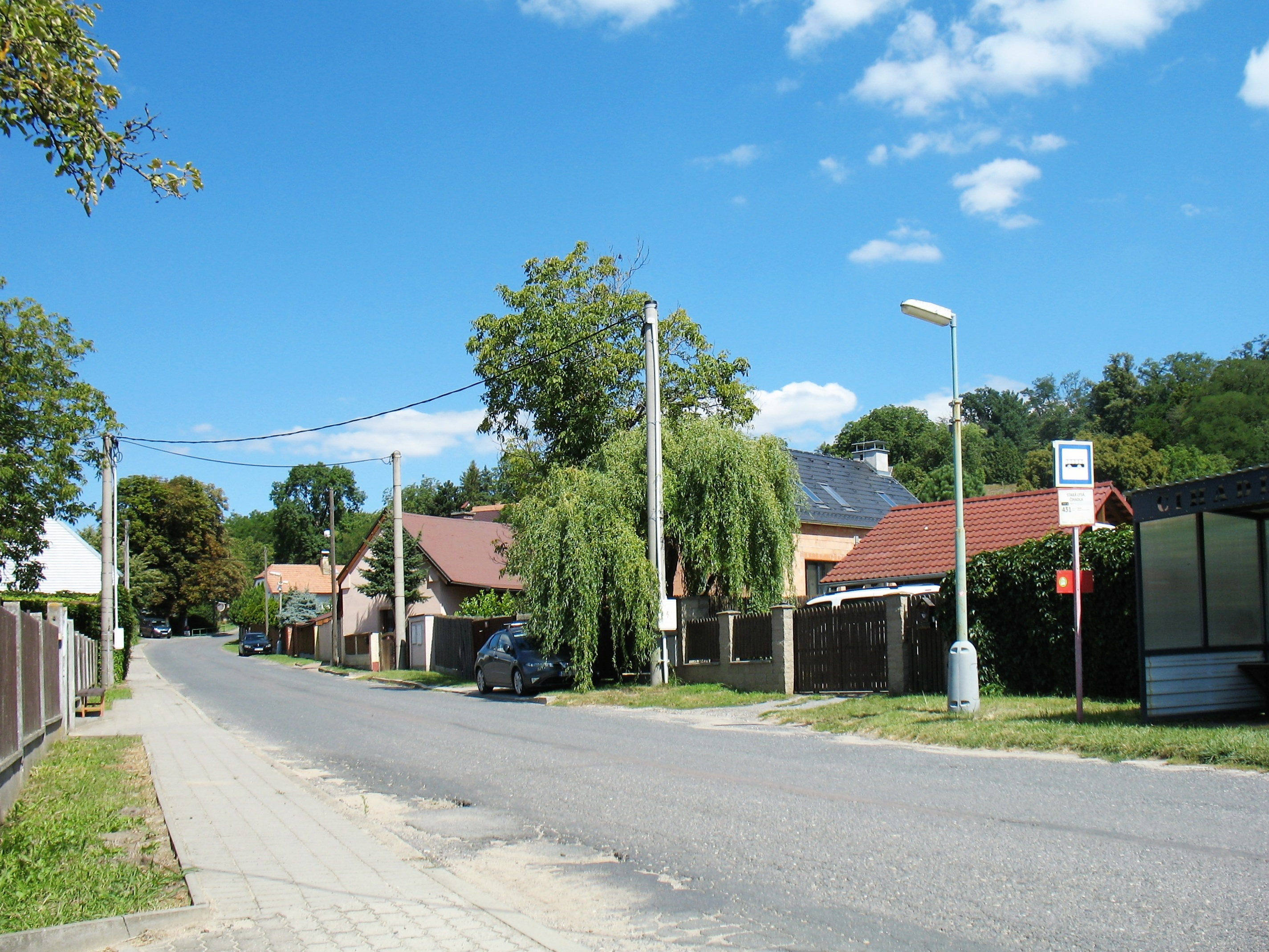
Autobusová zastávka u silnice z Lysé n. L. do Benátek n. J.